# Stańkawa (przystanek kolejowy)
Stańkawa (biał. Станькава, ros. Станьково) – przystanek kolejowy w pobliżu miejscowości Cwiatkowa i ok. 6 km od wsi Stańkawa, w rejonie dzierżyńskim, w obwodzie mińskim, na Białorusi. Leży na linii Moskwa - Mińsk - Brześć.